# Джоузеф Конрад
Джоузеф Конрад (на английски: Joseph Conrad), с рождено име Ю̀зеф Тео̀дор Ко̀нрад Коженьо̀вски, герб Наленч (на полски: Józef Teodor Konrad Korzeniowski; на руски: Иосиф Корженёвский) е британски писател – романист от полски произход.

## Биография
Роден е в Бердичев, Руската империя (днешна Житомирска област, Украйна) на 3 декември 1857 г. в шляхтишкото семейството на Ева (с моминско име Бобровска) и Аполо Коженьовски. Баща му – разорен аристократ, писател, преводач и борец за национално освобождение – е арестуван заради революционната му дейност и изпратен на каторга във Вологда (северно от Москва), последван от майка му и малкия Юзеф. Баща му успява да измоли да го преместят на юг в Чернигов, Украйна заради влошеното здраве на майка му, но скоро след това тя почива от туберкулоза. Баща му заминава за Краков и умира 4 години по-късно.
Впоследствие Конрад е отгледан от вуйчо си Тадеуш Бобровски в Швейцария. Напуска училище на 17 години и става моряк във френския търговски флот. Води авантюристичен живот – отплава от Марсилия и се замесва в контрабанда на оръжие и политически заговори. През 1878 г., след опит за самоубийство, Конрад постъпва на работа на британски кораб, за да се отърве от военна служба във Франция. Взема диплома за капитан на търговски плавателен съд, научава английски преди 21-вата си година и през 1884 г. става натурализиран британец. Тогава си сменя името на Джоузеф Конрад. Първоначално живее в Лоустофт, Съфолк, а по-късно – близо до Кентърбъри, Кент.
Конрад пътува много. Трупа впечатления от най-различни екзотични места по света и после ги използва в романите си. Посещава Австралия, няколко острова в Индийския и Тихия океан, дори плава по река Конго в Африка. През 1894 г., на 36 години, Конрад решава да остави мореплаването и заживява в Англия. След 2 години се жени за англичанката Джеси Джордж, с която по-късно има двама синове.
Джоузеф Конрад умира от разрив на сърцето на 3 август 1924 г. Погребан е в Кентърбърийското гробище. На надгробната му плоча името му е изписано с цели 3 грешки.

## Творчество

### Първи значими творби
Литературното творчество на Конрад е мостът между класическата литература на Чарлз Дикенс и Фьодор Достоевски и зараждащия се модернизъм. Любопитно е, че Конрад не харесва нито Достоевски, нито руските писатели, като изключение прави единствено Иван Тургенев.
Първия си роман „Лудостта на Алмайър“ издава през 1895 г. През следващите 30 години пише още 14 романа и 8 тома с разкази. Първоначално става известен с творбите си на морска тематика. Произведения като „Негърът от „Нарцис“ и „Тайфун“ са смятани за едни от водещите на морска тематика, успявайки да опише добре коварното очарование на морето и тежката работа на моряците.
Проблематиката в романите на Конрад може да бъде определена като психологическо-морална. Действието на тези произведения се извършва сред морето и моряците, сред екзотичната природа на Индийския океан, в страните от Далечния Изток, Африка, Латинска Америка, а най-често Франция, Англия и различни страни в Европа. Героите на Конрад са англичани, французи, италианци, германци, поляци, норвежци, испанци, холандци.
Специфичните условия на живот на моряците се превръщат във фон за размишления на тема морални и етични граници. Търсейки отговори, в своите романи Конрад прави връзка с традицията на рицарския епос. Моралистиката на Конрад, и особено необходимостта да се взимат трудни решения в екстремни ситуации, търсенето на границите между добро и зло, между истината и лъжата, търсенето на отговори за това какво представлява човешката чест – всичко това има надвременно измерение. Оттук идва популярността на неговите творби.

### Особености на Конрадовата проза
Типични са – така както в „Сърцето на мрака“ или „Господарят Джим“ – разкази поместени в рамките на романа. Конкретна фигура ни предава своята информация за останалите герои на творбата, представя това, което е разбрала за случващото се, повтаря това, което е чула от останалите. Разказите не се случват хронологично, напротив, навлизаме в средата на действието, после се връщаме, после отново прескачаме по-натам. Разкриваме фабулата от различни перспективи, както лични, така и времеви. Това изглежда затруднява читателите, но точно по същия начин опознаваме света и хората в реалния живот.
Конрад се опитва да направи своите читатели съучастници, да ги тласне към по-активно четене, към възпроизвеждане на случващото се и търсене на смисъла. Обръщайки се към читателя, авторът се измъква от собствената изолация. Подтикнат към съдействие читателят също престава да бъде самотен.
Вярата във възможностите и необходимостта от човешка солидарност е особено значима за Конрад. Макар че в своите книги подхваща трудна и амбициозна проблематика, макар че смело формира нови литературни форми, никога не е искал да бъде писател само за избрани, за елита. С осезаеми усилия се опитва да достигне до всички читателски кръгове. Като творец иска да бъде едновременно „един от нас“.
„Господарят Джим“ (1900)
Най-известният, особено в Полша, негов роман е „Господарят Джим“: разказ за един офицер, който напуска поверения му кораб, засяга проблема за загубената и възстановена чест. Излиза през 1900 г. и е една от ключовите творби на световната проза на XX в. – майсторски изградена, с очарователен главен герой, чиято фигура придобива митични размери. Главният герой минава по същия път, който преди това изминават Яцек Соплица и Анджей Кмичиц.
„Автокрация и война“ (1905)
От днешна перспектива интерес представляват възгледите на Конрад за европейското единство. През 1905 г. в своята творба „Автокрация и война“, в която предвещава избухването на Първата световна война, очертава визията на „Европа без граници“, Европа основана на общи институции. Само така, според него, може да се намали опасността от империалистическа агресия от страна на силни държави като Германия. И само такава Европа, „изградена на основи, по-малко крехки от материалните изгоди“ може да осигури постоянен мир между народите.

### Политически романи
„Ностромо“, разказ за Костагуана, измислена страна в Южна Америка, заема челно място сред творбите на английската проза и е един от най-добрите политически романи написани на английски език. Политически романи са също така: „Тайният агент“, където герой е руски агент, който организира терористична атака в Лондон; роман за международния тероризъм, който след толкова години е едновременно пророчески и остава модел за описание на преплитането между политическата провокация и политическия бунт, света на престъпниците със света на полицаите; „В очите на Запада“, роман за предателството и шпионажа, за сблъсъка на жестокото руско самодържавие с не по-малко жестоката руска революция. 
„Ностромо“ (1904)
През XX в. писатели и философи се връщат към темата за мястото на човека в историята – тема разглеждана от Стендал, Флобер и Толстой. Конрад я засяга в два романа. Първият е „Ностромо“ (1904), за голямата, написана с епически размах панорама на измислената южноамериканска република Костагуана. Измисляйки тази страна, Конрад създава за себе си и за читателя нещо като огромна експериментална лаборатория, но при едно по-дълбоко вникване в книгата ни убеждава колко солидно тя е вкоренена в реалиите на западния свят в края на XIX и началото на XX в. „Ностромо“, чийто главен герой е „човекът от народа“, който отъждествява репутацията си със своята индивидуалност – „верен на себе си“, но неверен на другите, загива от ръката на приятел, припознат за друг. Другият главен герой, предприемачът идеалист Чарлз Гулд, смята, че „материалните интереси“ могат да се използват като средство за постигане на морални цели (политическото възстановяване на Костагуана); но се оказва, че служат единствено за лични цели. В „Ностромо“ Конрад разказва за ролята на големия международен капитал, за упоритата борба между либералния традиционализъм и революционната анархия и за победата на „прогресивния“ ред, вменен от силата на „материалните интереси“, ред, който носи относително благосъстояние, но с цената на робство и духовна нищета.
„В очите на Запада“ (1911)
Темата на втория исторически роман на Конрад е бъдещето на Русия. „В очите на Запада“ (1911) десетилетия наред е недостъпен в Полша – забранен като антиреволюционен и антируски роман. Главен герой е петербургският студент Кирил Разумов, който се интересува единствено от своята собствена университетска кариера, на когото конспираторът Виктор Халдин, оказва неочаквано доверие. Разумов издава колегата си, като обосновава своето действие с интересите на държавата, които изискват запазване на автократичната система.
„В очите на Запада“ говори за смъртоносния конфликт между потискащото всяка свобода самодържавие и революцията; конфликт, в който циничният апарат на властта се сблъсква с наивния идеализъм, устремен към избавлението. Разказва за Русия, която не може да намери изход от дилемата: ред, с цената на безправие и насилие, или свобода постигната чрез бунт и унищожения. Конрад пише този роман въз основа на собствените мисли и преживявания, които предизвикват в него избухването и крахът на революцията през 1905 г. През 1920 г., знаейки хода на поредната революция, която променя съдбата на Европа и света за следващите седемдесет години, Конрад коментира: „Жестокостта и глупостта на автократичния ред, който отхвърля всякакви правни норми и се основава в крайна сметка на пълна морална анархия, предизвикват не по-малко глупавата реакция на утопичния революционизъм, който се оставя да бъде унищожен, без да променя своята странна вяра, че в резултат на разпадането на съществуващия ред трябва да настъпи фундаментална промяна в сърцата.“

### Конрад в киното
Най-прочутото произведение на Джоузеф Конрад е повестта „Сърце на мрака“ (още по-известно в съвременността чрез широкоекранната му адаптация „Апокалипсис сега“ на Франсис Форд Копола, от 1979 г.). Друго известно филмирано негово произведение е романът „Тайният агент“, пресъздаден в „Саботаж“ на Алфред Хичкок (1936).

## Филмови адаптации
- Господарят Джим от 1925 – първа филмова адаптация, нямо кино, реж. Виктор Флеминг;
- Господарят Джим от 1965 – реж. Ричард Брукс;
- Късче сянка от 1976 – реж. Анджей Вайда;
- Дуелът от 1977 – реж. Ридли Скот;
- Апокалипсис сега от 1979 – реж. Франсис Форд Копола, по разказа „Сърцето на мрака“;
- Сърцето на мрака от 1993 – реж. Николас Роуг

## Театрални адаптации
Тадеуш Берд композира музикална драма по новелата на Конрад „Утре“ от тома „Тайфун и други новели“. Предпремиерата е била на 19 септември 1966 г. във Варшава.
През 60-те години на XX в. Полската телевизия приготвя и излъчва поредица от представления базирани на творбите на Конрад. Това са били славните Вечери с Конрад, а някои от излъчените творби са „Корсар“, „Негърът от „Нарцис“, „Тайният агент“ и „Късче сянка“. Театралните адаптации по прозата на Конрад са известни в Полша благодарение на режисьора Зигмунт Хюбнер. През 1980 г. представя на сцената на Театр Повшехни във Варшава Конспиратори („Spiskowcy“), базирана на романа „В очите на Запада“.

## Музей на Джоузеф Конрад Коженьовски в Бердичев, Украйна
В продължение на много години Полското Конрадовско общество, подкрепяно от The Joseph Conrad Society и Société Conradienne Française правят опити да се създаде музей на Конрад Коженьовски в неговото родно място. Тази инициатива получава подкрепа и от страна на Украйна, а също така и от полското Министерство на културата и националното наследство. За място на музея е избран манастирът на Босите кармелити. Благодарение на общите усилия на полските и украински власти и след ремонт на манастира се стига до финализиране на проекта.
Музеят разказва не само за съдбата и творчеството на писателя, но също така и за историята на неговото семейство.

## Посмъртно признание
По искане на Министерството на културата и националното наследство, предложено от Полския комитет по въпросите на ЮНЕСКО, 150-а годишнина от рождението на Джоузеф Конрад е вписана в календара с годишнини на ЮНЕСКО за 2007 г.
През 2007 г. по случай 150-а годишнина от рождението на писателя Полската народна банка издава юбилейни монети (с номинал 2 зл., 10 зл, 200 зл.).
На 28 април 2013 г. във Вологда, на мястото, на което някога е бил домът, в който по време на изгнание живеят семейство Коженьовски, е поставен паметник на Конрад. В местната библиотека се помещава постоянна изложба посветена на писателя.
Сеймът на Република Полша определя 2017 г. за „Година на Джоузеф Конрад Коженьовски“. 